# Park Narodowy Lanín
Park Narodowy Lanín (hiszp. Parque Nacional Lanín) – park narodowy w Argentynie, w prowincji Neuquén, na obszarze północnej Patagonii. 
Park założony został w 1937 roku, a jego powierzchnia wynosi 3790 km². Nazwa parku pochodzi od najwyższego szczytu położonego na jego terenie – wulkanu Lanín. Na obszarze parku znajdują się łącznie 24 jeziora polodowcowe, m.in. Huechulafquen (największe w parku) i Lácar. 
Flora i fauna parku obejmuje wiele rzadkich gatunków, w tym nie występujące nigdzie indziej w Argentynie. Do charakterystycznych roślin zaliczyć można m.in. araukarię chilijską, bukany, Nothofagus dombeyi. Typowymi przedstawicielami fauny są: huemal chilijski, pudu, wydra południowa, puma płowa, jeleń szlachetny, fretka domowa. W tamtejszych wodach żyją natomiast liczne gatunki ryb m.in. łososie, pstrągi, galaksowate (galaks złoty).
Park Narodowy Lanín jest popularnym obszarem turystycznym, główną miejscowością w regionie jest San Martín de los Andes.
W 2005 roku park został zakwalifikowany przez BirdLife International jako ostoja ptaków IBA.
Od 2007 roku wraz z Parkiem Narodowym Lago Puelo, Parkiem Narodowym Nahuel Huapi, Parkiem Narodowym Los Arrayanes, Parkiem Narodowym Los Alerces i rezerwatami przyrody w tej części Patagonii tworzy rezerwat biosfery UNESCO o nazwie „Andino Norpatagonica”. Na zachód od niego, w Chile, znajduje się Park Narodowy Villarrica.

## Przypisy

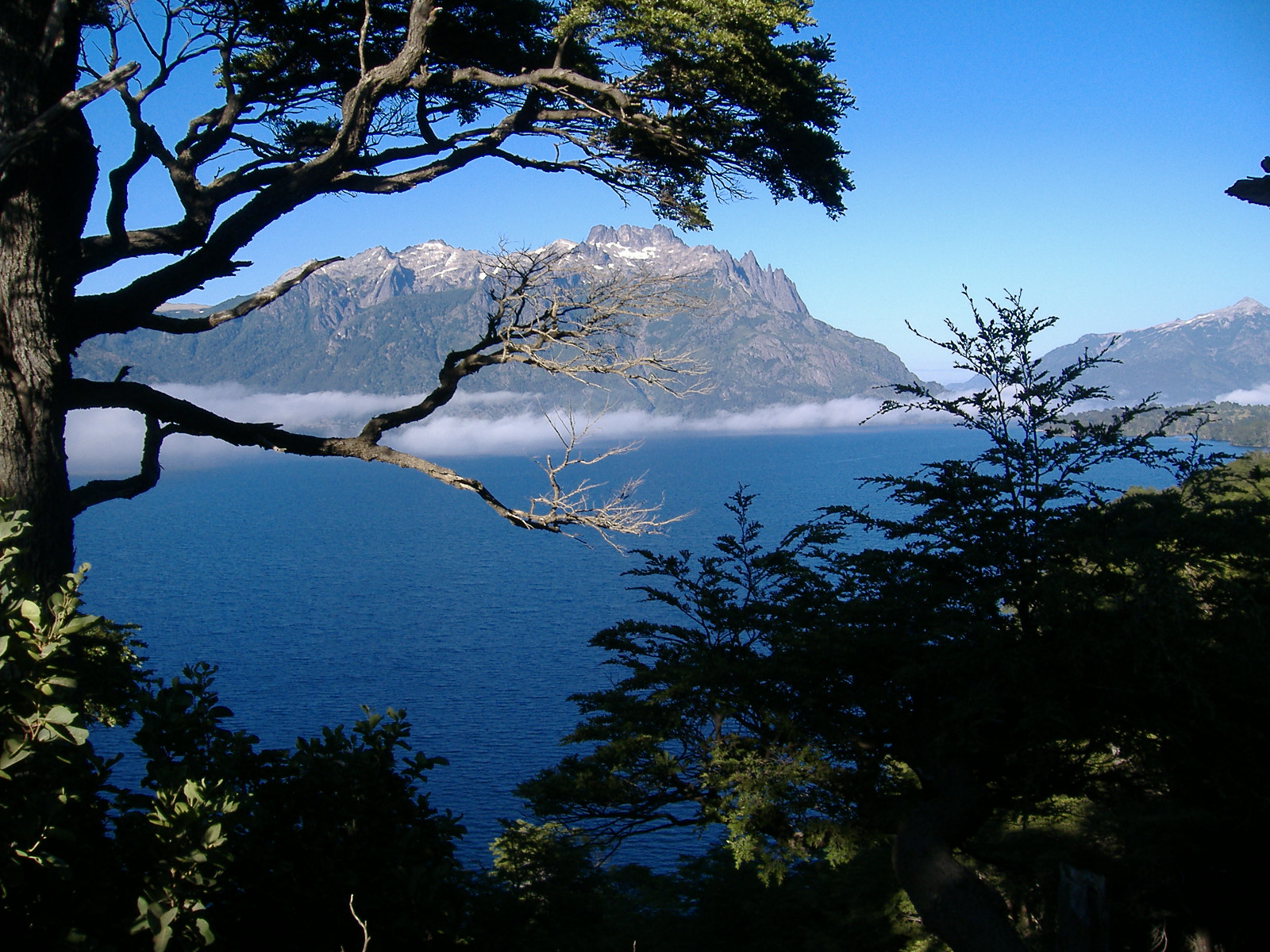
Jezioro Huechulafquen